# 플라스말로젠

전형적인 플라스말로젠인 포스파티딜에탄올아민 플라스마로젠

플라스말로젠(영어: plasmalogen)은 글리세롤 골격의 sn-2 위치에 에스터(아실기) 결합으로 연결된 지질이 있는 플라스메닐이며, 화학적으로 1-0(1Z-알케닐)-2-아실-글리세로인지질로 지정된다. 플라스말로겐이라고도 한다. 플라스말로젠은 신경계, 면역계, 심혈관계의 세포막에서 흔히 발견된다.

## 같이 보기
- 에터 지질
- 인지질